# ボッカチオ (オペレッタ)
『ボッカチオ』（Boccaccio, oder Der Prinz von Palermo）は、ジョヴァンニ・ボッカッチョの『デカメロン』に取材したジャン＝フランソワ・バヤール、アドルフ・ド・ルヴァン、レオン＝レヴィ・ブランスウィック、アルテュール・ド・ボプランによる戯曲を基に作られたカミロ・ヴァルツェルとリヒャルト・ジュネーによるドイツ語のリブレットに、フランツ・フォン・スッペが作曲を施した、3幕のオペレッタ。
1879年2月1日にウィーンのカール劇場で初演された。
英語へは、オスカー・ウェイル（Oscar Weil）とグスタフ・ヒンリヒスによって、1883年ころに翻訳されている。
日本では、1915年4月に、帝国劇場で小林愛雄の翻訳台本により翻訳上演された。以降、ローヤル館で上演され、また、いわゆる浅草オペラの様々な歌劇団によって一部のみの上演が行われた。20世紀末以降は黒田信也の訳による上演、歌唱が多くなっている。
なお、ボッカチオ役は、女性が演じることも、男性が演じることもある。もともとは女性が演じていたものが、20世紀前半以降に男性が演じることが多くなったという。

## おもな配役
| 役名                                                            | 役                               | 声域         | 初演時の演者    |
| --------------------------------------------------------------- | -------------------------------- | ------------ | --------------- |
| フィアメッタ                                                    | ランベルトゥッチョの養女         | ソプラノ     | Rosa Streitmann |
| ジョヴァンニ・ボッカチオ                                        | 小説家、詩人                     | メゾソプラノ | Antonie Link    |
| ベアトリーチェ                                                  | スカルツァの妻、レオネットの愛人 | ソプラノ     |                 |
| イザベラ                                                        | ロッテリンギの妻                 | メゾソプラノ |                 |
| ペロネラ                                                        | ランベルトゥッチョの妻           | コントラルト |                 |
| ピエトロ                                                        | パレルモの王子                   | テノール     |                 |
| ランベルトゥッチョ                                              | 雑貨屋                           | バリトン     |                 |
| ロッテリンギ                                                    | 桶屋                             | バリトン     | Franz Tewele    |
| スカルツァ                                                      | 床屋                             | バリトン     |                 |
| レオネット                                                      | ボッカチオの友人である学生       | バリトン     |                 |
| ケッコ                                                          | 乞食                             | バス         | Carl Blasel     |
| フラテッリ                                                      | 本屋                             | バリトン     |                 |
| 執事長                                                          | 執事長                           | バリトン     |                 |
| 乞食たち、学生たち、召使いたち、ドナ・プルシの娘たち - コーラス |                                  |              |                 |

## あらすじ
1331年のフィレンツェ。
ルネサンス初期のフィレンツェでは、詩人ボッカチオが書いた、数々のエロティックな小説が反響を呼び、市民たちは、彼が綴るスキャンダラスな物語を愛好する女性たちと、それに嫉妬する夫たちに分かれて対立していた。ボッカチオを町から追放して監禁してしまおうとする夫たちの動きから話が始まる。一方、ボッカチオもいろいろ企てを持っていたが、その一つは公爵の娘であるフィアメッタの愛を得ることだったが、これは公爵の好意を得ることによって最後に成し遂げられる。

## 主要曲
- Hab' ich nur deine Liebe（日本では「恋はやさし野辺の花よ」のタイトルで知られる、フィアメッタのアリア。日本語訳は小林愛雄）※ 1953年にオーストリアでスッペ（演：ヨハンネス・ヘースタース）の生涯を描いた同名の映画（de:Hab’_ich_nur_Deine_Liebe_(1953)）が作られている。